# Martin Pacek
Martin Rickard Pacek (ur. 28 kwietnia 1987) – szwedzki judoka. Olimpijczyk z Rio de Janeiro 2016, gdzie zajął siedemnaste miejsce w wadze półciężkiej.
Zajął piąte miejsce na mistrzostwach świata w 2014 i 33. w 2010; uczestnik zawodów w 2009, 2013, 2015, 2017 i 2018. Startował w Pucharze Świata w latach 2008-2014.
Jego ojciec Ryszard Pacek był polskim zapaśnikiem, który wyemigrował do Szwecji w czasie stanu wojennego.
Jego brat Robin Pacek, także był judoką i olimpijczykiem z igrzysk Rio de Janeiro 2016 i Tokio 2020.

## Letnie Igrzyska Olimpijskie 2016
| Konkurencja | Eliminacje         | Klas. końcowa |
| Konkurencja | Przeciwnik I       | Miejsce       |
| ----------- | ------------------ | ------------- |
| 100 kg      | Cho Gu-ham (KOR) P | 17.           |